# سد عین زاده
سد عین زاده (به عربی: سد عین زادة) یک سد خاکی در الجزایر است که در Khelil واقع شده‌است.